# Anastázie Gruzínská
Batonišvili Anastázie Gruzínská(3. listopadu 1763 Martkopi - 17. května 1838 Petrohrad) (gruzínsky : ანასტასია) byla královská princezna z rodu Bagrationů, dcera gruzínského krále Heraklia II a jeho třetí manželky Darejany Dadiani.

## Životopis
Princezna se narodila 3. listopadu 1763 ve vesnici Martkopi v Kachetii jako dvanácté dítě krále Herakleia II. a královny Darejany.
Anastázie se vdala ve věku 34 let, tedy mnohem později než většina dívek v 18. století. Stala se manželkou prince Revaze Eristaviho (1757–1813). Jejího tchána, vévodu Jiřího Ksanského zbavil dříve její otec dědičných pozemků. Král ostatně nesouhlasil s tímto spojením a dceru provdal bez věna. I přes královu nelibost se s rodinou vévody z Ksani sňatkem spojil také Anastasiin mladší bratr Parnaoz, který se oženil s Revazovou mladší sestrou Anou.) Princezna se tak ocitla prakticky bez majetku a během ruské anexe Gruzie v roce 1801 jí patřila pouze zahrada poblíž Tbilisi, kterou dostala od nevlastního bratra, zesnulého krále Jiřího XII.
Po nastolení ruské nadvlády v roce 1801 vstoupil Anastáziin manžel do císařské státní služby jako kolegiátní rada. V roce 1802 na ni padlo podezření Rusů, že se podílí na zprostředkování komunikace mezi svou matkou, královnou vdovou v Tbilisi a svými bratry Parnaozem a Julonem, kteří se skrývali v Imeretském království.
V roce 1825 se, v té době již ovdovělá, přestěhovala do Petrohradu a sebou vzala nejmladšího syna Jiřího, aby se mu dostalo kvalitního vzdělání. V Petrohradu zemřela na zápal plic 17. května 1838, ve věku 75 let. Byla pohřbena v kostele Svatého Ducha v Alexandro-Něvské lávře.

## Potomci
Princezna Anastázie porodila svému choti Ravazu Estavimu pět dětí:
- Princ Ies Eristavi (zemřel roku 1811)
- Princ Šalva Eristavi (1798–1849), rádce v ruských službách. Byl ženatý a měl děti s princeznou Ekaterinou Orbeliani.
- Princ Bižina Eristavi (1800–1876), podporučík ruské armády. Zúčastnil se v roce 1832 spiknutí gruzínských šlechticů proti ruské nadvládě a strávil osm měsíců ve vězení. Byl ženatý a měl děti s princeznou Tamarou Melikishvili.
- Princ Jiří Eristavi (1802–1891), generálporučík ruské armády. Byl ženatý a měl děti s princeznou Annou Argutinskou-Dolgorukovou.
- Princezna Tamara Eristavi (1805–1848). Byla vdaná za prince Šimona Abchazského.